# Château de Maurivet
Le château de Maurivet est un château situé à Oroux dans le département français des Deux-Sèvres.

## Histoire
La famille Cossin, seigneur d'Oroux, est également seigneur de Maurivet.
Le château est classé au titre des monuments historiques depuis le 4 octobre 1988 pour sa cheminée du rez-de-chaussée et également inscrit à la même date pour les façades et toitures des divers bâtiments et l'escalier.